# Scheßlitz
Scheßlitz település Németországban, azon belül Bajorországban. Lakosainak száma 7344 fő (2023. december 31.). Scheßlitz Bad Staffelstein és Stadelhofen községekkel határos.

## Népesség
A település népessége az elmúlt években az alábbi módon változott:
| Lakosok száma | 1257 | 1844 | 2620 | 6570 | 7123 | 7116 | 7157 | 7194 | 7249 | 7344 |
|               | 1875 | 1950 | 1975 | 1987 | 2012 | 2014 | 2016 | 2017 | 2021 | 2023 |